# Helenów (gmina Adamów)
Helenów – wieś w Polsce położona w województwie lubelskim, w powiecie łukowskim, w gminie Adamów.
Wierni wyznania rzymskokatolickiego podlegają parafii Nawiedzenia Najświętszej Maryi Panny w Woli Gułowskiej.
W latach 1975–1998 miejscowość należała administracyjnie do województwa siedleckiego.
Wieś stanowi sołectwo gminy Adamów.